# Nagy Péter háza (Tallinn)
Nagy Péter háza (észtül: Peeter I maja) Tallinn Kadriorg városrészében, a Kadriorgi parkban található. Napjainkban múzeum. 1714-től 1725-ös haláláig I. Péter orosz cár ezt a házat használta tallinni tartózkodásai alatt.

## Története

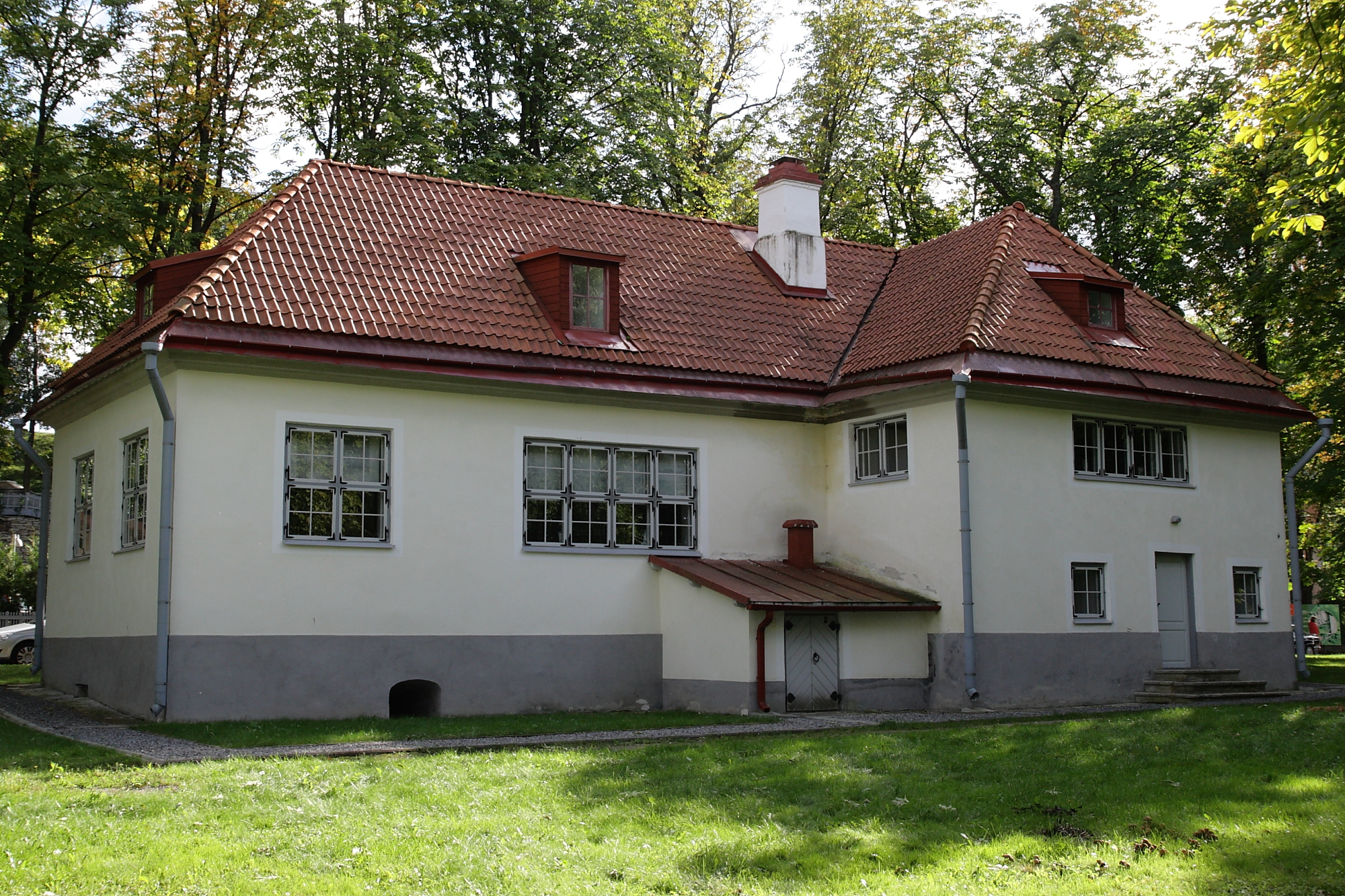
Az épület hátulról. A képen jobbra az utólag hozzáépített szárny.

1710-ben a nagy északi háborúban a mai Észtország nagy része Tallinnal orosz fennhatóság alá került. A háború baltikumi hadszínterén Nagy Péter kiemelt jelentőséget tulajdonított a tengeri kikötők, így Tallinn és Paldiski megerősítésének. A munkálatok ellenőrzése miatt gyakran látogatott Tallinnba, ezért az ottani tartózkodásaihoz 1714-ben az akkori várostól keletre 3500 tallérért megvásárolt egy 17. század végén épített házat Thomas Drenteln egykori polgármester özvegyétől. A házzal együtt négy környező birtokot is megvásárolt, összesen 100 hektár területtel.
A házat kibővítették, ekkor építettek hozzá egy hátsó szárnyat. A kibővített házban négy szoba állt rendelkezésre. A várostól távoli, nyugalmas környezetben található kis lakóház jó lehetőséget biztosított a nyilvánosság elöli visszahúzódásra.
A házzal együtt megvásárolt területen Nagy Péter 1718-ban kezdte el felépíttetni a feleségének, I. Katalinnak szánt barokk palotát, valamint körülötte a parkot. A kadriorgi palotát azonban csak közvetlenül Péter halála előtt fejeztek be, így azt sem ő, sem Katalin nem használta.
I. Péter és I. Katalin halála után a ház lakatlanná vált és feledésbe merült, majd pusztulásnak indult. I. Sándor 1804-es tallinni útja alatt látta a házat és akkor rendelkezett a történelmi értékkel bíró romos lak felújításáról. Akkor a főépület mellé toldott szárny fölött egy ebédlőt alakítottak ki. 1806-ban végeztek a felújítással és ekkor múzeumként nyitották meg. 1941-ben a ház a Tallinni Városi Múzeum filiáléja lett.

## Napjainkban
Utoljára 2003–2004 között újították fel. Napjainkban is a Tallinni Városi Múzeumhoz tartozik. Egész évben látogatható. A május 1. és szeptember 30. közti időszakban szerdától vasárnapig 11:00–18:00 között tart nyitva, hétfő és kedden zárva van. Az október 1. és április 30. közötti időszakban szerdától szombatig 11:00–18:00 között, vasárnaponként 11:00–16:00 van nyitva, hétfőn és kedden zárva van. A normál belépőjegy ára 5 euró, a kedvezményes jegy 4 euróba kerül.
Tömegközlekedéssel az Óváros felől a Kadriorg parkig közlekedő 1-es és a 3-as villamossal közelíthető meg.